# 조석호 (1960년)
조석호(趙錫虎, 1960년 11월 24일 ~ , 전라남도 강진군)는 대한민국의 제8대 광주광역시의원, 제3·4·6·7대 광주광역시 북구의원이다.

## 경력
- 김대중 대통령 당선자 감사장
- 광주 숭일고등학교 총동창회 이사
- 북구 종합자원봉사센터 이사
- 민주평화통일자문회의 자문위원
- 매곡동 조기축구회 고문
- 광주광역시 북구 자원봉사센터 이사
- 민주평화통일자문회의 광주 북구 협의회 정잭자문위원
- 광주 북구 일곡도서관 운영위원
- 국민생활체육회 광주광역시 배구연합회 부회장
- 1998.07 ~ 2002.06 제3대 광주광역시 북구의회 의원원
- 1998.07 ~ 2000.07 제3대 광주광역시 북구의회 전반기 운영총무위원회 위원
- 1998.07 ~ 2000.07 제3대 광주광역시 북구의회 전반기 예산결산특별위원회 위원
- 2000.07 ~ 2002.06 제3대 광주광역시 북구의회 후반기 운영총무위원회 간사
- 2000.07 ~ 2002.06 제3대 광주광역시 북구의회 후반기 예산결산특별위원회 위원장
- 2002.07 ~ 2006.06 제4대 광주광역시 북구의회 의원
- 2002.07 ~ 2004.07 제4대 광주광역시 북구의회 전반기 운영총무위원회 위원장
- 제16대 대통령 선거 중앙당 정책위원
- 제16대 노무현 대통령 광주·전남 추모위원회 위원
- 2004.07 ~ 2006.06 제4대 광주광역시 북구의회 후반기 운영총무위원회 위원
- 2004.07 ~ 2006.06 제4대 광주광역시 북구의회 후반기 예산결산특별위원회 위원
- 열린우리당 매곡동 협의회장
- 2010.07 ~ 2014.06 제6대 광주광역시 북구의회 의원
- 2010.07 ~ 2012.07 제6대 광주광역시 북구의회 전반기 도시교통위원회 위원
- 2010.07 ~ 2012.07 제6대 광주광역시 북구의회 전반기 도시보건위원회 위원
- 2010.07 ~ 2012.07 제6대 광주광역시 북구의회 전반기 예산결산특별위원회 위원장
- 2012.07 ~ 2014.06 제6대 광주광역시 북구의회 후반기 경제복지위원회 위원
- 2012.07 ~ 2014.06 제6대 광주광역시 북구의회 후반기 의회운영위원회 위원장
- 2014.07 ~ 2018.04 제7대 광주광역시 북구의회 의원
- 2014.07 ~ 2016.07 제7대 광주광역시 북구의회 전반기 부의장
- 2016.07 ~ 2018.04 제7대 광주광역시 북구의회 후반기 도시보건위원회 위원
- 2016.07 ~ 2018.04 제7대 광주광역시 북구의회 후반기 윤리특별위원회 위원
- 2016.07 ~ 2018.04 제7대 광주광역시 북구의회 후반기 예산결산특별위원회 위원
- 2018.07 ~ 2022.06 제8대 광주광역시의회 의원
- 2018.07 ~ 2020.07 제8대 광주광역시의회 전반기 의회운영위원회 위원
- 2018.07 ~ 2020.07 제8대 광주광역시의회 전반기 산업건설위원회 위원
- 2018.07 ~ 2020.07 제8대 광주광역시의회 전반기 예산결산특별위원회 위원
- 2018.07 ~ 2020.07 제8대 광주광역시의회 전반기 세계수영선수권대회지원특별위원회 위원
- 2020.07 ~ 2022.06 제8대 광주광역시의회 후반기 부의장
- 2020.07 ~ 2022.06 제8대 광주광역시의회 후반기 환경복지위원회 위원
- 2020.07 ~ 2022.06 제8대 광주광역시의회 후반기 윤리특별위원회 위원
- 2022.07 ~ 제9대 광주광역시의회 의원
  - 2022.07 ~ 제9대 광주광역시의회 전반기 환경복지위원회 위원장

## 역대 선거 결과
|  | 0% |

|  | 0% |

|  | 5.98% |

|  | 29.28% |

|  | 18.16% |

|  | 71.97% |

|  | 65.71% |